# Kata (programmation)
Pour les articles homonymes, voir Kata (homonymie).
Un kata de code est un exercice de programmation qui permet aux programmeurs de perfectionner leurs compétences à travers la pratique et la répétition. Le terme a probablement été inventé par Dave Thomas, co-auteur du livre The Pragmatic Programmer, s'appuyant sur une métaphore du concept japonais de kata dans les arts martiaux. En octobre 2011, Dave Thomas a publié sur son site une compilation de 21 katas.
Le concept de kata de code est repris par la plateforme Codewars.